# امضای الکترونیک

روش کار امضای الکترونیک

تعریف بند الف مادهٔ ۲ راهنمای ۲۰۰۱ آنسیترال پیرامون امضای الکترونیک چنین است:
امضای الکترونیک عبارت از دادهٔ دیجیتال است که با انضمام یا وابستگی منطقی آن به یک داده پیام، مؤید شخصیت انحصاری امضاکننده و قبول وی نسبت به همان داده پیامی است که آن دادهٔ دیجیتال به آن منضم شده یا با آن وابستگی منطقی دارد.
دستورالعمل امضای الکترونیک اروپا نیز در تعریف امضای الکترونیک بیان می‌کند: داده‌های الکترونیک که به سایر داده پیام‌های الکترونیک منضم شده یا به نحو منطقی به آنها متصل شده و به عنوان وسیله‌ای برای مستندسازی به کار می‌رود قانون تجارت الکترونیک∗ ایران نیز در بند «ی» از مادهٔ ۲، در تعریف امضای الکترونیک چنین مقرر می‌دارد:
امضای الکترونیک عبارت از هر نوع علامت منضم شده یا به نحو منطقی متصل شده به داده پیام است که برای شناسایی امضاء کننده داده پیام مورد استفاده قرار می‌گیرد.
همان‌طور که از تعاریف مذکور پیدا است امضای الکترونیک به هر تأییدی گفته می‌شود که به صورت الکترونیک ایجاد شده و ممکن است یک علامت، رمز∗، کلمه، عدد، یک نام تایپ شده، تصویر دیجیتال یک امضای دست‌نویس، یا هر نشان الکترونیک اثبات هویت باشد که توسط صادرکننده یا قائم مقام وی اتخاذ و به یک قرارداد یا هر سند دیگری ملحق شده باشد. به عبارت ساده‌تر، امضای الکترونیک یک داده‌است که به سایر داده‌ها منضم شده و ارتباط امضاء کننده را با داده‌هایی که به آنها منضم شده مشخص می‌کند. باید پذیرفت امضای الکترونیک همانند امضای دست‌نویس دارای آثار حقوقی احراز هویت امضاءکننده سند و التزام وی به مندرجات آن است.

## تاریخچه
نخستین بار کانون وکلای ایالات متحده، در سال ۱۹۹۲ میلادی در خصوص مسائل حقوقی و قانونی امضاء در قراردادهای الکترونیک شروع به کار کرد و در سال ۱۹۹۵ میلادی پیش‌نویس و رهنمودهای امضای دیجیتال را که در خصوص نحوه امضاء در قراردادهای الکترونیک و زیرساخت‌های آن بود، در پنج فصل تهیه کرد.
در همان سال اولین قانون در مورد امضای دیجیتال را تصویب کرد که در مورد ایجاد قطعیت و اعتبار قراردادهای الکترونیک و نیز فناوری‌های مربوط به رمزنگاری و احراز هویت و مراجع گواهی امضای الکترونیک بود.
در ۱۲ ژون سال ۱۹۹۶ میلادی و سپس هم با الحاقی به مادهٔ ۵ در سال ۱۹۹۸ میلادی کمیسیون حقوق تجارت بین‌الملل سازمان ملل متحد (آنسیترال) قانون نمونه‌ای در باب تجارت الکترونیک تدوین کرد که شامل مقرراتی در خصوص امضای الکترونیک بود.
در نوامبر سال ۱۹۹۷ میلادی، اتاق بازرگانی بین‌المللی (ICC) مبادرت به صدور راهنمای عمومی برای تجارت بین‌المللی دیجیتال مطمئن کرد و در فرجام، نسخهٔ نهایی راهنمای عمومی تجارت بین‌المللی الکترونیکی مطمین را در سال ۲۰۰۱ میلادی، منتشر کرد.
اتحادیه اروپا در سال ۱۹۹۹ میلادی، دستورالعمل امضای الکترونیک را به تصویب رساند.
در فرجام، گروه کاری]]آنسیترال]] در باب تجارت الکترونیک، قانون نمونه آنسیترال در باب امضای الکترونیک را در سال ۲۰۰۱ میلادی تصویب کرد تا به عنوان یک معیار استاندارد و رهنمون برای قانونگذاریهای ملی مورد استفاده کشورها قرار گیرد.
بسیاری از کشورها، بین سال‌های ۱۹۹۶ تا ۲۰۰۱ میلادی، با استفاده از مقررات بین‌المللی موجود و رهنمون‌های ارائه شده در خصوص امضای الکترونیک مبادرت به قانونگذاری در این زمینه کرده‌اند. یکی از نمونه‌های برجستهٔ تصویب قانون امضای الکترونیک در این بازهٔ زمانی، قانون امضای الکترونیک آلمان مصوب ۱۹۹۷ میلادی است.
در حال حاضر می‌توان گفت امضای الکترونیک در تمام نظام‌های حقوقی مورد پذیرش قرار گرفته‌است.
در قانون تجارت الکترونیک ایران (مصوب سال ۱۳۸۲)، بحث امضای الکترونیک و شرایط آن مورد توجه قرار گرفته‌است.

## جنبه‌های فنی امضای الکترونیک
امضای الکترونیک یک پدیده فنی و الکترونیک است و به هر روشی که صورت گیرد بی‌نیاز از مسائل فنی و تکنولوژیک نیست. نحوه انجام امضاء، انواع، شرایط صحت و کنترل و زیرساخت‌های امضای الکترونیک و فناوری‌های مربوط از جمله مسائل فنی امضای الکترونیک و برعهده علوم رایانه‌ای است. بنا بر این پرداختن به مسائل مذکور علاوه بر اینکه از حوصله و توان این مقاله خارج است، مستلزم به‌کارگیری تعاریف و اصطلاحات علمی و پیچیده‌ای است که در تخصص علوم رایانه‌ای، الکترونیک و ریاضیات است. اما به هر حال از آنجا که امضای الکترونیک یک تأسیس حقوقی است و بخش قابل توجهی از قوانین مربوط به مبادلات الکترونیک را به خود اختصاص داده‌است، آشنایی اجمالی با آن در حد کلیات ضروری به نظر می‌رسد.

### انواع امضای الکترونیک
از زمان پیدایش فناوری امضای الکترونیک تاکنون روش‌های مختلفی در خصوص چگونگی انجام امضاء از طریق الکترونیک و با توجه به افزایش ضریب امنیت آن معرفی و به کار گرفته شده‌است که مورد اشاره قرار می‌گیرد:

#### گذرواژه‌ها
یکی از روش‌های ساده و رایج ایجاد ایمنی و اعتبار به‌کارگیری یک گذرواژه منحصر به فرد یا استفاده از یک شماره هویت شخصی (pin) در انتهای سند است که به‌طور مخفی به آن منضم می‌شود. امنیت این روش بسیار پایین است، زیرا گذرواژه‌ها و شماره‌های شخصی افراد به راحتی توسط نفوذگرها شناسایی و به سرقت می‌روند و ممکن است توسط آنها یا دیگران مورد سوء استفاده قرار گیرد. مثل آنچه که در مورد کارت‌های اعتباری رخ می‌دهد

#### امضای بیت مپ
این نوع امضاء تصویر اسکن شده امضای دست‌نویس است که در آن ابتدا فرد بر روی کاغذ امضای خود را پیاده می‌کند و سپس آن را اسکن کرده و می‌تواند تصویر اسکن شده را به عنوان امضاء به هر داده پیامی که خواست به عنوان امضای الکترونیک منضم کند.

#### قلم نوری
فناوری قلم نوری به این صورت است که هنگامی که فرد با این قلم و بر روی صفحه مخصوصی امضای خود را پیاده می‌کند، دقیقاً همان امضاء در روی صفحه نمایشگر رایانه پدیدار می‌شود؛ یعنی امضای عادی فرد در بیرون از رایانه انجام می‌شود، ولی به همان شکل در صفحه نمایشگر رایانه نمودار می‌گردد. این روش اگرچه بسیار ساده‌است، ولی از امنیت کافی برخوردار نیست و امکان جعل آن زیاد است.

#### امضای بیومتریک
این نوع امضاء مبتنی بر ویژگی‌ها و معرف‌های زیست‌شناختی فرد یعنی خصوصیات رفتاری مثل نحوه انجام امضای دست‌نویس و خصوصیات فیزیولوژیک مثل اثر انگشت است. در این روش اگرچه ممکن است تا حد زیادی بتوان امضاء را منحصر به فرد دانست، ولی یک مشکل امضای بیومتریک این است که خصیصه‌های فیزیکی و رفتاری افراد با افزایش سن، بیماری و سایر عوامل دگرگون می‌شود و به همین دلیل امضای مذکور نیز مصون از اشتباه نیست.

#### امضای دیجیتال
امضای دیجیتال پیشرفته‌ترین و پرکاربردترین نوع از امضاهای الکترونیک است و به دلیل امنیت بالای آن جایگزین سایر روش‌های موجود شده و بیشتر قانونگذاران ـ از جمله قانونگذار تجارت الکترونیک ایران ـ این شیوه از امضاء را پذیرفته‌اند. امضای دیجیتال مبتنی بر علم رمزنگاری است و از دو نوع الگوریتم به نام‌های کلید عمومی∗ و کلید خصوصی∗ استفاده می‌کند.
رمزنگاری دانش گسترده‌ای است که کاربردهای متنوعی دارد. در این قلمروی گسترده، تعاریف زیر از اهمیت ویژه‌ای برخوردار هستند

## امضای دیجیتال
امضای دیجیتال یک روش رمزنگاری است که برای تایید اصالت و صحت یک پیام یا سند دیجیتال استفاده می‌شود. این امضا از یک کلید خصوصی (که فقط توسط مالک آن نگهداری می‌شود) برای امضا کردن داده‌ها و یک کلید عمومی (که در دسترس عموم است) برای تایید صحت امضا استفاده می‌کند. با استفاده از این تکنیک، شخص دریافت‌کننده قادر است که اطمینان حاصل کند که پیام از سوی فرستنده معتبر و بدون تغییر به دست آمده است.

### کاربردهای امضای دیجیتال:
امضای دیجیتال کاربردهای گسترده‌ای در حوزه‌های مختلف دارد:
- امنیت تراکنش‌های مالی: امضای دیجیتال در فرآیندهای مالی آنلاین برای تضمین صحت و امنیت تراکنش‌ها استفاده می‌شود.
- موافقت‌نامه‌ها و قراردادها: در بسیاری از قراردادهای آنلاین، امضای دیجیتال به‌عنوان یک امضای قانونی پذیرفته شده است.
- گواهی‌نامه‌ها و مستندات دولتی: امضای دیجیتال برای گواهی‌نامه‌ها و مستندات رسمی دولتی نیز استفاده می‌شود.
- ایمیل‌های رمزنگاری شده: برای تضمین امنیت و اعتبار ایمیل‌ها نیز از امضای دیجیتال استفاده می‌شود.

### چالش‌ها و محدودیت‌های امضای دیجیتال:
- توسعه زیرساخت‌های کلید عمومی (PKI): برای استفاده از امضای دیجیتال، نیاز به زیرساخت‌های پیچیده‌ای مانند PKI (Public Key Infrastructure) است که ممکن است هزینه‌بر و زمان‌بر باشد.
- مقابله با حملات سایبری: امضای دیجیتال، اگرچه امن است، اما به‌طور کامل از حملات سایبری مصون نیست و باید دائماً به‌روزرسانی‌ها و پروتکل‌های امنیتی جدید برای مقابله با تهدیدات نوظهور اعمال شود.